# شوینی-آن-والیر
شوینی-آن-والیر (به فرانسوی: Chevigny-en-Valière) یک کمون در فرانسه با جمعیت ۲۷۱ نفر است که در Canton of Beaune-Sud واقع شده‌است.